# Franz Ratzenberger
Franz Ratzenberger, född 30 mars 1965, är en friidrottare från Österrike. Han deltog vid olympiska sommarspelen 1992.